# 尼日爾長嘴鱲
尼日爾长嘴鱲（学名：Raiamas nigeriensis）为輻鰭魚綱鯉形目鲤科长嘴鱲屬的鱼类。分布於非洲尼日、迦納、象牙海岸、奈及利亞等，體長可達10.3公分，棲息在中底層水域。